# Reazione di Rivalta

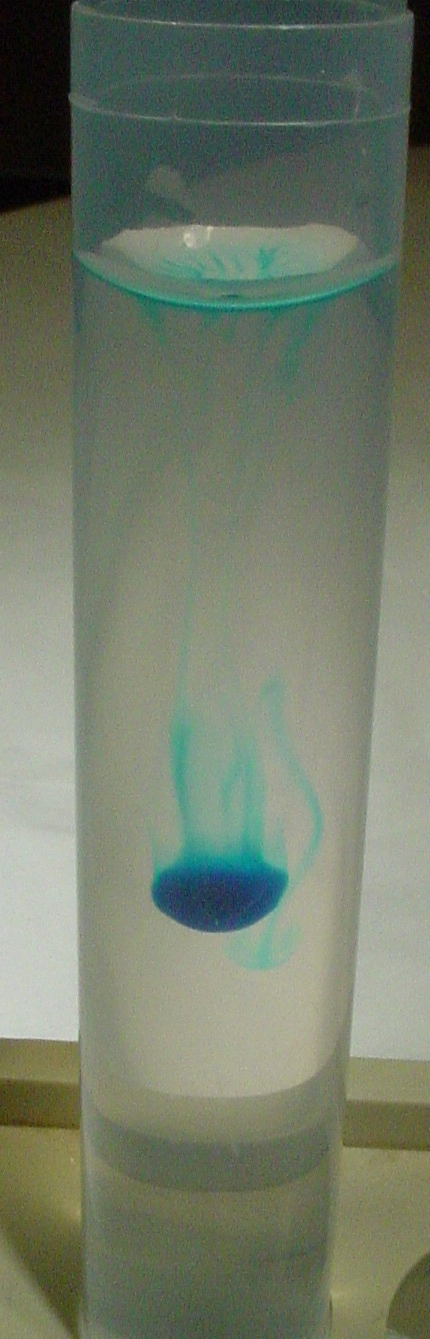
Reazione di Rivalta positiva. Per la visualizzazione il fluido è stato colorato con il blu di metilene.

La reazione di Rivalta è un metodo che serviva a distinguere, in medicina di laboratorio, un liquido essudato da un liquido trasudato. Ora non è più usata.

## Storia
La reazione prende il nome dal medico e chimico italiano Fabio Rivalta che la inventò. Nel 1895 Rivalta comunicava il nuovo metodo da lui ideato per la differenziazione dei liquidi patologici, allorché questi venivano a dissolversi in una soluzione acquosa di acido acetico. In comunicazioni successive il Rivalta rendeva noto di aver perfezionato il suo metodo, da lui definito semplice e facile ed alla portata di tutti, dando nel contempo la sua spiegazione del fenomeno.

## Procedura
Versando alcune gocce di liquido in una soluzione allo 0,1% di acido acetico, se questo ha la composizione chimica dell'essudato, si formerà un cerchio di fumo, come quello da sigaretta e si assisterà alla precipitazione di macromolecole, prevalentemente glicoproteine.
Una prova di Rivalta positiva indica un contenuto in proteine superiore a 3 grammi per 100 ml.
La prova di Rivalta attualmente non è più utilizzata a livello laboratoristico, anche e soprattutto perché il metodo non fu mai rigorosamente standardizzato. 
La prova si definisce positiva per l'essudato infiammatorio e negativa per il trasudato, a causa del caratteristico maggior contenuto proteico del primo rispetto al secondo.

## Proteine reattive della fase acuta
L'effettuazione della prova in condizioni standardizzate (utilizzo di soluzione di acido acetico a pH 4,0) porta a identificare 8 tipi di proteine nel precipitato torbido Rivalta positivo: proteina C-reattiva (PCR), α1-antitripsina (α1-AT), α1-glicoproteina acida (α1-AG), aptoglobina (Hp), transferrina (Tf), ceruloplasmina (Cp), fibrinogeno (Fg), ed emopessina (HPX). La positività per la reazione Rivalta al pH specificato può perciò suggerire una infiammazione patologica.